# 九章群礁

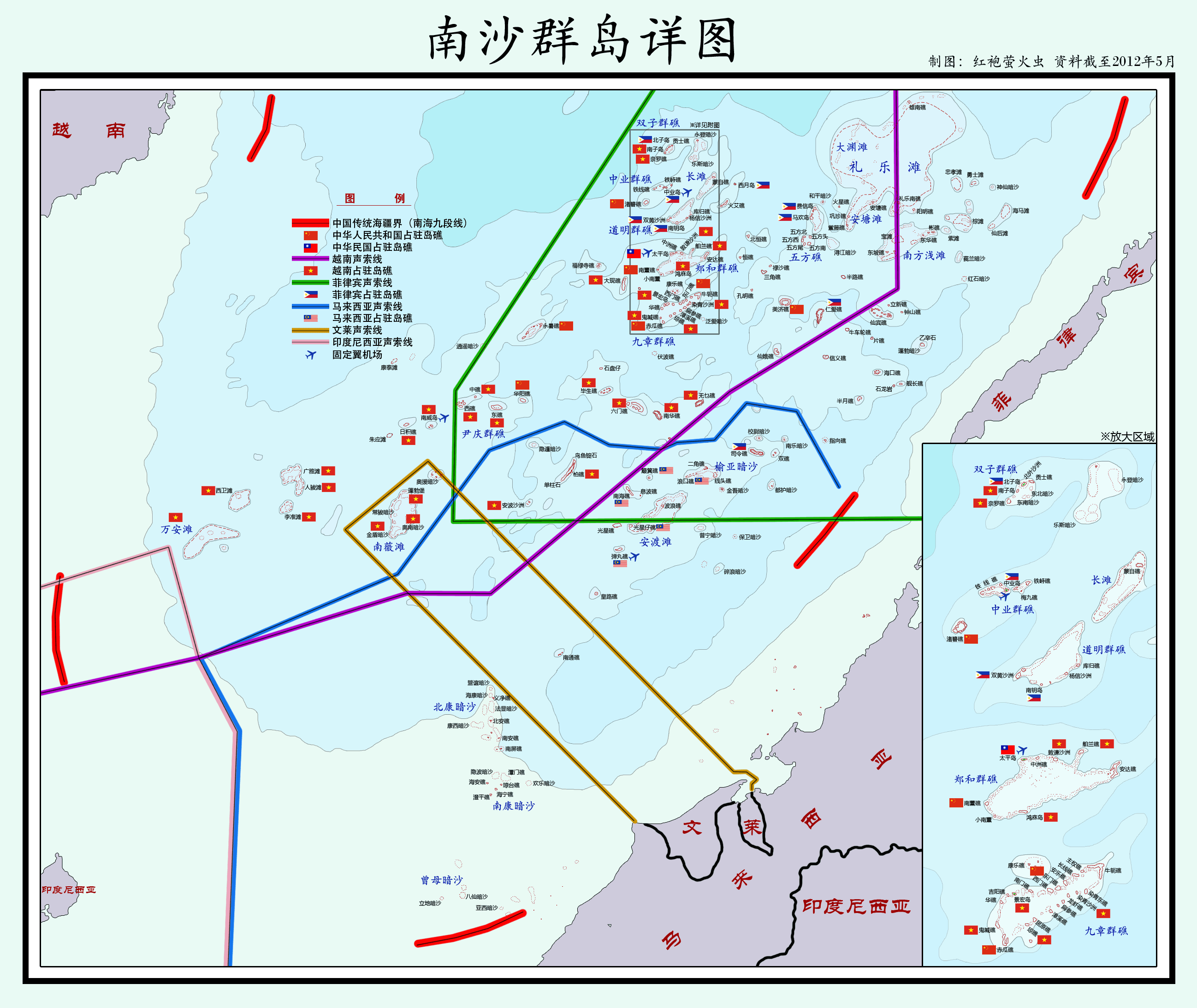
九章群礁位置圖

九章群礁（英文：Union Banks and Reef），是南中國海南沙群岛西北部第五列环礁，由景宏岛、南门礁、西门礁、东门礁、安乐礁、长线礁、主权礁、牛轭礁、染青东礁、染青沙洲、龙虾礁、扁参礁、漳溪礁、屈原礁、琼礁、赤瓜礁、鬼喊礁、华礁、吉阳礁等組成。

## 名稱來源
- 中國渔民向称九章，又称狗障头（是指此处很多礁滩，连狗进去也撞头之意），1983年中国政府公布九章群礁为标准名称。

## 地理位置
- 位于郑和群礁之南16海里，南临南华水道。
- 分布在北緯9°42'至10°00'、東經114°15'至114°40'之間。

## 地質地形
- 为一众多珊瑚礁组成的纺锤形环礁，呈东北—西南走向，长约55km，宽约9～14km。
- 环礁浅湖水深50余米，礁盘亦以东北和西南方面发育好，小礁湖和锚地多。
- 环礁外为深水海槽，周围水深急剧变化至2,000～3,000米。